# Ranunculus balikunensis
Ranunculus balikunensis är en ranunkelväxtart som beskrevs av J.G. Liou. Ranunculus balikunensis ingår i släktet ranunkler, och familjen ranunkelväxter. Inga underarter finns listade i Catalogue of Life.